# Skihop
Skihop er en vintersport hvor skiløbere løber ned ad en bakke med en rampe. Rampen bruges til at lave et hop. Udover længden på hoppet bedømmes skihopperen også på stilen. Den skihopper med den samlede højeste score vinder konkurrencen.
Skihop stammer fra Morgedal, Norge, men den første egentlige konkurrence blev afholdt i Trysil i 1862
Den skihopskonkurrence, der i Danmark er mest kendt, foregår i Garmisch-Partenkirchen, hvilket i en årrække blev sendt på DR1, med undtagelse af 2007.
Andreas Küttel (en), verdensmester i 2009, oprindelig fra Schweiz, er bosiddende i Danmark.